# Paco Lobatón
Francisco de Asís Lobatón Sánchez de Medina, més conegut com a Paco Lobatón (Jerez de la Frontera, Cadis, Andalusia, 6 de desembre de 1956) és un periodista espanyol.

## Biografia
Va estudiar Ciències de la Comunicació en la Universitat Autònoma de Barcelona.
Va començar a la seva trajectòria professional en la ràdio, i concretament en la seva terra natal: entre 1968 i 1970 va presentar el magazín nocturn de Radio Jerez. El 1974 després de les coaccions i maltractaments rebuts per part de Antonio González Pacheco (Billy el Niño), un jutjat el va condemnar a una multa. Posteriorment passà a Radio Sevilla (1976-1979), compaginant la seva tasca amb la de corresponsal d' El Periódico de Catalunya a Sevilla (1978). D'aquí es trasllada a Barcelona (1979-1981) on va ser nomenat Cap d'informatius a Radio España.
El 1981 torna a Andalusia per a dirigir Radio 16 FM a Sevilla, fins a 1983. Després fitxa per Radiocadena Española per a conduir el magazín de migdia.
Posteriorment passa a Televisió espanyola, i el 1984 se li encarrega la informació parlamentària. Entre 1985 i 1987 va presentar el Telenotícies. Va abandonar la cadena estatal en ser nomenat director de Comunicació i Imatge de la Societat Estatal Expo 92 el 1988 i posteriorment, Director dels Serveis Informatius de Canal Sur Televisión (1989-1990). Va ser qui va donar la benvinguda a la cadena andalusa el 28 de febrer de 1989, va ser la primera personalitat coneguda de la TV andalusa. El 1989, dirigeix i presenta la sèrie documental Per tirada, amb guions de Carlos Villarrubia i producció de Juan Lebrón per a Canal Sur TV.
El 1991 torna a Madrid. Incorporat a RNE dirigeix i presenta l'informatiu nocturn 24 Hores, el tram final de les quals inclou un debat contradictori entre dues figures d'ideologies contraposades, Emilio Romero i Enrique Curiel. Marxa a TVE per fer-se càrrec de Quién sabe dónde, un programa que va dissenyar i va dirigir Ernesto Sáenz de Buruaga i que Lobatón converteix en líder d'audiència i autèntic fenomen mediàtic. Es tractava d'un espai de cerca de persones desaparegudes, que es manté en pantalla fins a 1998. Va fer alguns especials en La 2 relacionats amb aquests temes (drogas el 1996). El programa li va reportar moments d'extraordinària popularitat i sobretot credibilitat; així, el 1995, en una enquesta duta a terme conjuntament per les revistes Teleprograma i Supertele, Paco Lobatón va ser elegit com el millor president del Govern possible entre tots els presentadors de televisió de l'època
Més endavant presentà l'espai En persona a Telemadrid (2001) i la segona edició del reality show de Telecinco, Supervivientes (2001). Entre 2004 i 2005 presentà el programa 7 lunas, a Canal Sur, i La vida en tiempo real (2006).
En 2007 va tornar a la televisió d'àmbit nacional, en aquesta ocasió com a productor, de Los más buscados (Antena 3), adaptació del format estatunidenc The most wanted, del que s'emitiren 100 programes.
Entre març de 2015 i 2016 va conduir la secció Ventana QSD a l'espai de TVE Las mañanas de La 1 junto a Mariló Montero.
Es autor dels llibres Escríbeme a la guerra, A corazón abierto i Te buscaré mientras viva, i coautor del llibre col·lectiu Ellas. Catorce hombres dan la cara (Ed. Ares y Mares, 2001), coordinat per Tomás Fernández García i en el qual participen, entre d'altres, el Premi Nobel José Saramago i l'expresident del Govern espanyol José Luis Rodríguez Zapatero.
Va obtenir el primer Premi Andalusia de Periodisme, 1985. Ha estat guanyador de dos TP d'Or al Millor Presentador, el 1992 i 1995, per Quién sabe dónde, va estar també nominat en la mateixa categoria el 1993 i 1994.

## Fundació Europea per les Persones Desaparegudes
En 2016 va promoure la creació de la Fundació Europea per les Persones Desaparegudes, qsdglobal. La Fundació ha signat un Conveni amb els Ministeris d'Interior, Justícia i Sanitat, Serveis Socials i Igualtat a fi de millorar i ampliar el contingut de Carta de Drets i Demandes Urgents adoptada en el primer Fòrum de Famílies de persones desaparegudes, celebrat a Espanya en les localitats d'Úbeda i Baeza al novembre de 2015.

### Centre Nacional de Desapareguts - Espanya
En 2017 el Govern d'Espanya va anunciar la creació del Centre Nacional de Desapareguts.

## Reconeixements
- Premi Ciutat de Jerez "Especial"[9]
- Medalla d'Andalusia "Categoria de Plata 1995"